# Paralimnophila gracilirama
Paralimnophila gracilirama là một loài ruồi trong họ Limoniidae. Chúng phân bố ở miền Australasia.